# Ferdinand von Wulffen
Gustav Adolf Alexander Ferdinand von Wulffen (* 21. November 1833 in Insterburg; † 6. August 1902 in Frankfurt (Oder)) war ein preußischer Generalleutnant.

## Leben

### Herkunft
Ferdinand war ein Sohn des Oberlandgerichtsrates Adolf von Wulffen (1798–1857) und dessen Ehefrau Pauline, geborene Meurer (1810–1885). Der Kreisdirektor Gustav von Wulffen (1835–1889) war sein jüngerer Bruder.

### Militärkarriere
Nach seiner Erziehung im elterlichen Hause und dem Besuch des Gymnasiums in Frankfurt (Oder) trat Wulffen am 1. März 1854 in das 8. Infanterie-Regiment (Leib-Infanterie-Regiment) der Preußischen Armee ein und avancierte bis Anfang Februar 1855 zum Sekondeleutnant. Von Juli 1856 bis Juni 1859 war er Adjutant des II. Bataillons, wurde anschließend Regimentsadjutant und Mitte Oktober 1860 zum Premierleutnant befördert. Ende März 1862 folgte sein Kommandierung als Adjutant der 12. Infanterie-Brigade. In dieser Stellung nahm Wulffen 1864 während des Krieges gegen Dänemark an den Gefechten bei Büffelkoppel, Wilhoi, Stenderup, Holz und Rackebüll, der Belagerung und Erstürmung der Düppeler Schanzen aus sowie dem Übergang nach Alsen teil. Für sein Wirken wurde ihm der Rote Adlerorden und der Kronen-Orden IV. Klasse mit Schwertern verliehen.
Mit der Beförderung zum Hauptmann trat Wulffen Mitte November 1864 als Kompaniechef in sein Stammregiment zurück. Er führte zunächst die 2. Kompanie und wurde Anfang Januar 1865 als Chef der 12. Kompanie zum Füsilier-Bataillon versetzt. Mit dieser Kompanie nahm Wulffen 1866 an der Schlacht bei Königgrätz teil.
Unter Versetzung in das 2. Ostpreußische Grenadier-Regiment Nr. 3 wurde er am 21. Oktober 1869 mit Patent vom 13. Februar 1863 als Adjutant beim Generalkommando des XI. Armee-Korps kommandiert. Bei der Mobilmachung anlässlich des Krieges gegen Frankreich rückte Wulffen am 20. Juli 1870 zum überzähligen Major auf, nahm an den Schlachten bei Weißenburg, Wörth und Sedan, der Beschießung von Pfalzburg sowie der Belagerung von Paris teil.
Ausgezeichnet mit beiden Klassen des Eisernen Kreuzes wurde Wulffen nach dem Friedensschluss unter Entbindung von seinem Kommando am 24. Juni 1871 als Kommandeur des I. Bataillons in das 6. Thüringische Infanterie-Regiment Nr. 95 nach Gotha versetzt. Im Herbst 1872 nahm er an der Generalstabsreise des XI. Armee-Korps teil und avancierte am 3. Juli 1875 zum Oberstleutnant. Unter Stellung à la suite beauftragte man Wulffen am 13. Mai 1879 mit der Regimentsführung und beförderte ihn am 11. Juni 1879 zum Oberst. Am 12. Juli 1879 wurde er unter Stellung à la suite mit der Führung des 2. Thüringischen Infanterie-Regiments Nr. 32 in Meiningen beauftragt und am 11. Dezember 1879 zum Kommandeur ernannt. Wulffen übergab das Kommando am 19. Februar 1885 an seinen Nachfolger Gerhard von der Osten, wurde unter Stellung à la suite mit der Führung der 49. Infanterie-Brigade (1. Großherzoglich Hessische) in Darmstadt beauftragt und am 16. September 1885 als Generalmajor zum Kommandeur dieser Brigade ernannt. Anlässlich des Ordensfestes erhielt er im Januar 1888 den Roten Adlerorden II. Klasse mit Eichenlaub und Schwertern am Ringe. Großherzog Ludwig IV. würdigte ihn durch die Verleihung des Komturkreuzes I. Klasse des Verdienstordens Philipps des Großmütigen. In Genehmigung seines Abschiedgesuches wurde Wulffen am 22. Juli 1888 mit dem Charakter als Generalleutnant und mit Pension zur Disposition gestellt. Er starb am 6. August 1902 in Frankfurt (Oder).

### Familie
Wulffen heiratete am 11. Mai 1872 in Frankfurt (Oder) Klara Hanff (* 1845). Das Paar hatte mehrere Kinder:
- Emilie (1873–1885)
- Ferdinand (1874–1884)
- Karl (* 1876), preußischer Leutnant
- Gustav (1878–1945), deutscher Generalmajor und SS-Brigadeführer